# Schelfheide
Schelfheide is een gehucht in de Belgische gemeente Nieuwerkerken.
Vroeger vormde het een zelfstandige heerlijkheid, die van 1540 af, samen met Gorsem, ging behoren tot het Graafschap Duras. In 1795 werd Schelfhout bij de toen gevormde gemeente Gorsem gevoegd. Het was echter een exclave, die onder meer door Metsteren van het grondgebied van Gorsem gescheiden was. Daarom werd deze exclave in 1954 bij de gemeente Nieuwerkerken gevoegd.
Schelfheide heeft een kasteeltje gekend, nabij de plaats waar zich tegenwoordig de Schelfhoeve bevindt, een hoeve uit de 18e eeuw, aan Schelfheidestraat 60 gelegen. Achter deze hoeve bevindt zich een halfcirkelvormige gracht, en deze is weer verbonden met een vijver waarin zich een eilandje bevond waarop de burchtterp gelegen was. De gracht werd gevoed door de Vlaamse Beek. De Schelfheidewinning, een hoeve uit de 2e helft van de 18e eeuw, aan Schelfheidestraat 44, bevindt zich direct ten noorden van de Schelfhoeve.
Deelgemeenten: Binderveld · Kozen · Nieuwerkerken · Wijer

Overige kernen: Schelfheide

Belgische gemeenten · Arrondissement Hasselt · Limburg · Vlaanderen